# 浙江省总工会
浙江省总工会是浙江省地方工会和产业工会的领导机关，受中国共产党浙江省委员会和中华全国总工会领导。